# カーマイン・カリディ
カーマイン・カリディ（Carmine Caridi, 1934年1月23日 - 2019年5月28日）は、アメリカ合衆国の俳優。30年以上にわたり様々な役を演じ、また、アカデミー賞を主催する映画芸術科学アカデミーから追放された最初の人物としても知られる。

## 生涯とキャリア
『ゴッドファーザー PART II』（1974年）でカーマイン・ロサト役、『ゴッドファーザー PART III』（1990年）でアルバート・ボルペ役を演じた。ゴッドファーザーシリーズで2役で出演した3人の俳優のうちの1人（他はフランク・シベロとソフィア・コッポラ）。
プロデューサーのロバート・エヴァンスによる1994年の自叙伝『The Kid Stays in the Picture』によると、ゴッドファーザーシリーズにおいて、カリディはフランシス・フォード・コッポラ監督がソニー・コルレオーネ役に最初に選んだ人物だったが、彼がアル・パチーノと並んで演技するにあたり背が高すぎるため、ロバート・エヴァンスの意見でジェームズ・カーンが起用された。
また、カルト映画の古典『Kiss Meets the Phantom of the Park』（1978年）では遊園地のマネージャーのカルヴィン・リチャーズ、『ジャック・ルビー』（1992年）ではサム・ジアンカーナを演じているほか、ドラマ『NYPDブルー』で1993年から1999年にわたってヴィンス・ゴテリ刑事を演じるなど、テレビ作品にも出演している。

### 著作権侵害事件
2004年1月13日、アカデミー賞を主催する映画芸術科学アカデミーは、インターネット上で不法に流通した映画『恋愛適齢期』のコピーと、アカデミー会員だったカリディに送られたビデオのマーキングが一致したことを発表した。同様に、『ラスト サムライ』、『ミスティック・リバー』、『ビッグ・フィッシュ』、『マスター・アンド・コマンダー』もカリディからのものと判明し、FBIが調査を開始した。
同月下旬、FBIは不正コピーを行っていたイリノイ州のラッセル・スプラグを著作権侵害で告発。連邦当局によると、少なくとも3年間、カリディはアカデミー賞の審査用のビデオ（スクリーナー）約60本をスプラグに渡していた。FBIの供述書によると、カリディはスクリーナーをスプラグに送り、スプラグは口座番号を教えたが、カリディは報酬を拒否した。カリディは「彼が映画ファンだと信じている」とFBIに語った。
カリディとスプラグは著作権侵害の民事訴訟でソニーとタイム・ワーナーに起訴された。裁判では数百件の違反が疑われ、映画1本につき最低15万ドルの損害賠償が請求された。なお、刑事告発の裁判を待たずして、スプラグは心臓発作で死亡した。
2004年2月3日、映画芸術科学アカデミーは、スクリーナー保護の契約違反としてカリディを追放したことを発表。
2017年にハーヴェイ・ワインスタインがセクハラなどの問題で映画芸術科学アカデミーを追放されるまで、カリディは同会を追放された唯一の人物だったため、第90回アカデミー賞で司会のジミー・キンメルによるオープニングスピーチで「彼は『シービスケット』のVHSを隣人に渡してハーヴェイと同じ罰を受けた」と紹介された。

### 死去
2019年5月28日、カリディはロサンゼルスの病院に入院中、昏睡状態となり死去した。

## 主な出演作品
| 年   | タイトル                                                                    | 役                 | 備考 |
| ---- | --------------------------------------------------------------------------- | ------------------ | ---- |
| 1971 | The Anderson Tapes                                                          | Detective A        |      |
| 1971 | The Gang That Couldn't Shoot Straight                                       | Tony, the Indian   |      |
| 1972 | Irish Whiskey Rebellion                                                     | Marty              |      |
| 1973 | I Could Never Have Sex with Any Man Who Has So Little Regard for My Husband | Marvin             |      |
| 1974 | マンハッタン皆殺し作戦 Crazy Joe                                            | ジェリー           |      |
| 1974 | 熱い賭け The Gambler                                                        | ジミー             |      |
| 1974 | ゴッドファーザー PART II The Godfather Part II                              | カーマイン・ロサト |      |
| 1976 | Hollywood Man                                                               | Anthony            |      |
| 1976 | カー・ウォッシュ Car Wash                                                   | 父親               |      |
| 1978 | 名探偵再登場 The Cheap Detective                                            | 巡査部長           |      |
| 1978 | Kiss Meets the Phantom of the Park                                          | Calvin Richards    |      |
| 1978 | Mr. Too Little                                                              | Officer Murphy     |      |
| 1979 | あきれたあきれた大作戦 The In-Laws                                          | アンジー           |      |
| 1981 | プリンス・オブ・シティ Prince of the City                                   | 刑事               |      |
| 1985 | マイナーブラザーズ 史上最大の賭け事 Brewster's Millions                     | サルヴィノ         |      |
| 1985 | Summer Rental                                                               | Ed                 |      |
| 1986 | マネー・ピット The Money Pit                                                | ブラッド・シャーク |      |
| 1987 | 恋しくて Some Kind of Wonderful                                             | ミュージアム警備員 |      |
| 1988 | 傷だらけの青春 Split Decisions                                              | ルー・ルビア       |      |
| 1990 | ゴッドファーザー PART III The Godfather Part III                            | アルバート・ボルペ |      |
| 1990 | ハバナ Havana                                                               | ポッツ船長         |      |
| 1991 | メル・ブルックス/逆転人生 Life Stinks                                       | 宿オーナー         |      |
| 1991 | Femme Fatale                                                                | Dino               |      |
| 1991 | バグジー Bugsy                                                              | フランク・コステロ |      |
| 1992 | ジャック・ルビー Ruby                                                       | サム・ジアンカーナ |      |
| 1995 | トップ・ドッグ Top Dog                                                      | ルー               |      |
| 1997 | Killer per caso                                                             | Tony Fusciacca     |      |
| 1999 | Splendor Falls                                                              | Vito               |      |
| 1999 | Carlo's Wake                                                                | Uncle Nick         |      |
| 2000 | 18 D                                                                        | Frank              |      |
| 2002 | Do It for Uncle Manny                                                       | Liquor Store Owner |      |
| 2003 | Nobody Knows Anything!                                                      | Frankie C.         |      |
| 2003 | Runaways                                                                    | Officer Brady      |      |
| 2008 | Wednesday Again                                                             | Rudy               |      |
| 2015 | Rivers 9                                                                    | Romeo              |      |
| 2018 | Frank and Ava                                                               | Carmine            |      |
| 2018 | I'll Be Next Door for Christmas                                             | Ancient Man        |      |